# Vincent Candela
Vincent Philippe Antoine Candela (* 24. Oktober 1973 in Bédarieux) ist ein ehemaliger französischer Fußballspieler.

## Karriere

### Verein
Vincent Candela begann seine Profikarriere im Jahr 1991 beim FC Toulouse, wo er vier Jahre spielte, bis er 1995 zu EA Guingamp wechselte. Dort setzte er sich als Stammspieler durch und absolvierte in zwei Jahren 48 Spiele und schoss zwei Tore. 1997 wechselte er zum italienischen Topklub AS Rom. Dort verbrachte insgesamt acht Jahre seiner Karriere. Candela absolvierte dort 210 Spiele und erzielte 14 Tore. Er gewann mit der AS Rom 2000/01 unter Fabio Capello die Italienische Meisterschaft und den Italienischen Supercup 2001. 2005 spielte er für ein halbes Jahr bei den Bolton Wanderers. Danach ging es im selben Jahr zu Udinese Calcio, wo er für eine Saison spielte. 2006 wechselte Candela zur AC Siena, doch auch dort blieb er nur eine Saison. 2007 wurde er für die Rückrunde an den FC Messina ausgeliehen, wo er am 20. Mai gegen die AC Florenz sein letztes Spiel bestritt.

### Nationalmannschaft
Candela spielte von 1996 bis 2003 für die französische Fußballnationalmannschaft. Für diese absolvierte er 40 Spiele und erzielte dabei zwei Tore. Seine größten Erfolge  waren wohl der Gewinn der Fußball-Weltmeisterschaft 1998 und der Fußball-Europameisterschaft 2000. Er spielte ebenfalls bei den Olympischen Spielen 1996 in Atlanta und auch noch bei der Fußball-Weltmeisterschaft 2002.

## Sonstiges
Candela ist verheiratet und hat eine Tochter, die 2005 geboren wurde.

## Titel und Erfolge
AS Rom
- Italienischer Meister: 2000/01
- Italienischer Supercupsieger: 2001

Nationalmannschaft
- Weltmeister: 1998
- Europameister: 2000

Persönliche Ehrungen
- Légion d’honneur